# Benelux-Vertrag

Die drei Beneluxstaaten

Der Benelux-Vertrag (Benelux Economische Unie / Union Économique Benelux) wurde am 3. Februar 1958 von Belgien, den Niederlanden und Luxemburg unterzeichnet. Darin wurde die Errichtung einer Wirtschaftsunion vereinbart, die alle drei Länder umfassen sollte. Für die Dauer von 50 Jahren wurde gegenseitiger freier Austausch von Gütern, Arbeitskräften, Dienstleistungen und Kapital vereinbart. Der Staatsvertrag trat am 1. November 1960 in Kraft, damit gab es praktisch keine Handelsbeschränkungen mehr zwischen den drei Staaten. 
Der Name Benelux wurde erstmals auf diesen Vertrag angewandt, er setzt sich aus den Anfängen der Landesnamen zusammen: Belgien, Nederland und Luxemburg.
Vorläufer des Benelux-Vertrages waren die am  25. Juli 1921 zwischen Luxemburg und Belgien geschlossene Wirtschaftsunion (UEBL) mitsamt Währungsunion, das Benelux-Abkommen vom 20. Juni 1932 und die am 1. Januar 1948 in Kraft getretene Zollunion, die von den Exilregierungen der drei europäischen Länder bereits im Jahre 1944 vorbereitet worden und am 5. September 1944 vertraglich vereinbart worden war. Der Benelux-Vertrag von 1958 fasst diese vorangehenden und eine Reihe weiterer Vereinbarungen mit der Gründung der Benelux-Wirtschaftsunion zusammen.
Der Benelux-Vertrag schuf den ersten vollkommen freien internationalen Wirtschafts- und Arbeitsraum. Er gilt heute als die Keimzelle der Europäischen Gemeinschaft. Die Benelux-Länder waren zusammen mit Westdeutschland, Frankreich und Italien Gründungsmitglieder der EGKS und EWG, der Vorgänger der Europäischen Union. Seitdem hat sich die wirtschaftliche Bedeutung der Benelux-Verträge stark relativiert.
2004 wurde ein neuer Vertrag unterzeichnet. Er umfasst einige Maßnahmen gegen grenzüberschreitende Kriminalität. Polizisten aus den Beneluxländern können ohne Zustimmung der anderen Länder deren Staatsgebiet im Dienst betreten. Dies geht noch weiter als das Schengener Abkommen.
Nach der „Düsseldorfer Erklärung“ der CDU-Landtagsfraktion vom 30. Mai 2007 plante die Landesregierung Nordrhein-Westfalens unter dem damaligen Ministerpräsidenten Jürgen Rüttgers, Verhandlungen über einen Beitritt des Landes zum Benelux-Vertrag aufzunehmen. Das Interesse Nordrhein-Westfalens an einer engeren Zusammenarbeit mit den Benelux-Staaten führte dazu, dass der am 17. Juni 2008 unterzeichnete neue Benelux-Vertrag in den Artikeln 24 bis 27 eine „Öffnungsklausel“ für die Zusammenarbeit der Benelux-Union mit angrenzenden Staatengruppen, Staaten, Gliedstaaten und Regionen erhielt. Auf dieser völkerrechtlichen Grundlage trat Nordrhein-Westfalen in eine stärkere Zusammenarbeit mit den Benelux-Staaten ein.